# Могадишо (фильм)
«Могадишо» (нем. Mogadischu) — немецкий телевизионный триллер 2008 года, экранизация истории об угоне самолёта Boeing 737 в октябре 1977 года.

## Сюжет
Слоган: «5 дней, на которые мир затаил дыхание»
События разворачиваются в период Немецкой осени 1977 года. Вечером 17 октября на перроне аэропорта Могадишо (Сомали) стоит Boeing 737 «Landshut» немецкой авиакомпании Lufthansa. Четырьмя днями ранее он совершал обычный пассажирский рейс с Балеарских островов во Франкфурт, когда был захвачен террористами из НФОП, которые теперь требуют за заложников на борту выкуп в 15 миллионов долларов и освобождения из немецких тюрем террористов из РАФ и НФОП. Этот захват продлится более ста часов, в течение которых самолёт успеет посетить Рим, Кипр, Манаму, Дубай и Аден. Немецкие власти предпринимают попытки освободить заложников, но власти других стран отказываются им помогать, так как, по некоторым данным, за НФОП на самом деле стоит советский КГБ.
После приземления самолёта в Могадишо террористы требуют выполнить их условия до половины второго часа ночи, угрожая в противном случае расправой над заложниками, а в качестве доказательств своих намерений выбрасывают наружу тело убитого ранее командира экипажа. Салон авиалайнера заминирован и облит спиртными напитками, чтобы у заложников при взрыве не было шансов спастись. Сомали лояльна палестинцам, поэтому захватчики уверены в своей безопасности. Однако они не подозревают о двойной игре сомалийских властей, для которых захваченный самолёт стал «подарком судьбы», а также что в Могадишо уже летит самолёт, который пилотирует жених одной из стюардесс-заложниц. Надвигающаяся ночь ознаменуется «Магическим огнём» (нем. Feuerzauber) и не всем суждено встретить рассвет.

## В ролях

Лидер захватчиков Махмут (Саид Тагмауи) и стюардесса Габриэла Дильман (Надя Уль). На заднем плане — КВС Юрген Шуман (Томас Кречман)

| Актёр            | Роль                                                       |
| ---------------- | ---------------------------------------------------------- |
| Томас Кречман    | командир (КВС) Юрген Шуман                                 |
| Надя Уль         | стюардесса Габриэла Дильман                                |
| Саид Тагмауи     | террорист Зохайр Юсиф Акахе (''Капитан мучеников Махмут'') |
| Герберт Кнауп    | полковник Ульрих Вегенер начальник группы GSG 9            |
| Юрген Таррах     | Ханс-Юрген Вишневский министр ФРГ                          |
| Кристиан Беркель | Гельмут Шмидт канцлер ФРГ                                  |
| Тобиас Лихт      | комиссар Баум                                              |
| Корнелия Шмаус   | Ливия Вамос                                                |
| Мохцин Надифи    | террорист Вабиль Харб (Риза Аббаси)                        |

## Создание
Съёмки фильма с рабочим названием Mogadischu Welcome (рус. Добро пожаловать в Могадишо — надпись на диспетчерской вышке аэропорта) проходили с октября по декабрь 2007 года — в 30-летнюю годовщину угона. Сцены снимались в Берлине, Бонне, Мюнхене и Ульме, а также часть съёмок выполнили в Касабланке (Марокко). В частности в сцене с тренировкой по освобождению самолёта можно увидеть Sud Aviation Caravelle с регистрационным номером CN-CCX, принадлежащего авиакомпании Royal Air Maroc, но к моменту съёмок уже отставленного от полётов.
Морис Реми стремился показать события с точки зрения заложников, поэтому для погружения в атмосферу актёры и статисты десять дней прожили в салоне заброшенного «Боинга». Примечательно также, что главную женскую роль сыграла Надя Уль, которая параллельно успела сняться в кинофильме «Комплекс Баадера — Майнхоф» в роли террористки Бригитты Монхаупт из РАФ — пособников НФОП. Сама актриса позже заявила в интервью, что рассматривает эти две противоположные по характеру роли как интересный опыт.
Параллельно был снят документальный фильм об угоне, в который были включены и записи с интервью у бывших заложников.

## Показ
Первый показ фильма состоялся 19 ноября 2008 года в берлинском кинотеатре CineStar. Премьера фильма по телевидению прошла 30 ноября в 20:15 на немецком телеканале Das Erste, а также австрийском ORF 2. Всего премьеру посмотрели 7,34 миллиона зрителей или 21,2 % от общей рыночной аудитории, включая 2,72 миллиона зрителей возрастом от 14 до 49 лет, что составляет 18,1 % от «молодой аудитории». После его окончания, в 22:45 телеканал показал также документальный фильм об угоне, который посмотрели 4,25 миллиона зрителей
Впоследствии фильм был выпущен на DVD.

## Критика
Увлекательная и насыщенная экранизация угона машины «Ландсхут» [компании] Lufthansa палестинскими террористами в октябре 1977 года и вплоть до его освобождения подразделением GSG 9. События показаны с точки зрения жертв, как интересный и волнительный (смотрите телевизор) фильм с прекрасными актёрами, причём отображены и последние сведения о связях террористов с КГБ. Оригинальный текст (нем.)Spannende, sehr dichte Rekonstruktion der Entführung der Lufthansa-Maschine "Landshut" durch palästinensische Terroristen im Oktober 1977 bis zu deren Stürmung durch eine Einheit der GSG 9. Die Ereignisse werden aus der Sicht der Opfer in Form eines emotionalisierenden (Fernseh-)Spielfilms mit vorzüglichen Darstellern aufgearbeitet, wobei auch neuere Erkenntnisse wie die Kontakte des Terror-Drahtziehers zum KGB Berücksichtigung finden.

## Номинации и премии

### 2008
- Goldener Gong[нем.] — приз за режиссуру (Роланд Сузо Ричтер) и сценарий (Морис Филип Реми)

### 2009
- Grimme-Preis — номинация в категории «беллетристика»;
- Goldene Kamera[нем.] — премия в категории «Лучший телевизионный фильм»;
- Bayerischer Fernsehpreis[нем.] — специальный приз;
- Deutscher Fernsehpreis — премия в категории «Лучший телевизионный фильм»;
- Номинация на конкурс кинофестиваля «Баден-Баден»[нем.]